# شيشيفو
شيشيفو (بالسيريلية Чичево) هي قرية في البوسنة والهرسك. وهي تقع في بلدية كونييتش التابعة لكانتون الهرسك-نيريتفا في اتحاد البوسنة والهرسك. طبقا لنتائج تعداد البوسنة عام 2013 فقد كان عدد سكانها أقل أو يساوي 10 نسمة.
تقع على أراضي القرية العديد من المقابر التي تعود إلى عصور ما قبل التاريخ وهي مدرجة على قائمة الآثار الوطنية للبوسنة والهرسك.

## التركيبة السكانية

### التطور التاريخي للسكان
| 1961 | 1971 | 1981 | 1991 | 2013 |
| ---- | ---- | ---- | ---- | ---- |
| 308  | 295  | 238  | 190  | ≤ 10 |

## وصلات خارجية
- Maplandia (بالإنجليزية)